# Rhinonycteridae
Die Rhinonycteridae sind eine Fledermausfamilie, die mit neun Arten in Afrika, Madagaskar, Vorderasien und Australien vorkommt. Die Familie wurde erst im Jahr 2015 eingeführt und von den Rundblattnasen (Hipposideridae) abgetrennt. Grund war die durch Fossilien aus Europa und Australien nachgewiesene seit etwa 39 Millionen Jahren andauernde eigenständige Entwicklung der Gruppe. Der Name Rhinonycteridae wurde von der Untertribus Rhinonycterina abgeleitet, die im Jahr 1866 durch den britischen Zoologen John Edward Gray beschrieben wurde.

## Merkmale
Von den Rundblattnasen unterscheiden sich die Rhinonycteridae genetisch und durch ihr einzigartig geformtes Nasenblatt, das sich durch fünf abgeleitete Merkmale von dem der Rundblattnasen unterscheidet und mit dem sie besonderen Rufe zur Echoortung ausstoßen können.
Von den Schlitznasen (Nycteridae) und Großblattnasen (Megadermatidae) unterscheiden sich die Rhinonycteridae durch ihr Nasenblatt und die relativ kleinen, nicht zusammengewachsenen Ohren, die keinen Tragus haben. Wie die Rundblattnasen unterscheiden sich die Rhinonycteridae von den Hufeisennasen (Rhinolophidae) durch den Besitz von nur zwei Zehengliedern (drei bei den Hufeisennasen), durch das Fehlen des dritten Prämolars und durch ihren Echoortungsruf, der aus Pulsen besteht, die nur 15 ms oder weniger lang andauern, während die der Hufeisennasen länger sind als 30 ms.

## Gattungen und Arten
- Percivals Kleinohr-Dreizackblattnase (Cloeotis percivali Thomas, 1901) ist im südlichen Afrika (von der Demokratischen Republik Kongo bis Südafrika) verbreitet. Für diese Art sind die drei Zacken des hinteren Teiles des Nasenblattes sowie die kurze Ohren, die kaum aus Fell herausragen, charakteristisch.
- Die Gattung Paratriaenops wurde erst im Jahr 2009 von Triaenops abgetrennt und umfasst drei Arten, die im Westen und Norden von Madagaskar und auf den Aldabra-Inseln vorkommen.[4]
  - Grandidier-Dreizahnblattnase (Paratriaenops auritus (G. Grandidier, 1912))
  - Trousseart-Dreizahnblattnase (Paratriaenops furculus (Trouessart, 1907))
  - Paulian-Dreizahnblattnase (Paratriaenops pauliani (Goodman und Ranivo, 2008))
- Die Goldene Rundblattnase (Rhinonicteris aurantia (Gray, 1845)) (Typusgattung) ist in der Nordhälfte Australiens verbreitet. Sie bewohnt vorwiegend heiße, baumbestandene Gebiete und ist durch ein goldfarbenes oder oranges Fell gekennzeichnet.
- Die Gattung der Dreizahnblattnasen (Triaenops) umfasst vier Arten, die im Iran, auf der Arabischen Halbinsel, im östlichen Afrika sowie auf Madagaskar leben. Sie weist verschiedene Fellfärbungen (grau, orange oder rötlich) auf und lebt in großen Gruppen in Höhlen.
  - Afrikanische Dreizahnblattnase (Triaenops afer Peters, 1876)
  - Rötliche Dreizahnblattnase (Triaenops menamena Goodman und Ranivo, 2009)
  - Jemen-Dreizahnblattnase (Triaenops parvus Benda und Vallo, 2009)
  - Persische Dreizahnblattnase (Triaenops persicus Dobson, 1871)